# Mesopolobus tarsatus
Mesopolobus tarsatus är en stekelart som först beskrevs av Christian Gottfried Daniel Nees von Esenbeck 1834.  Mesopolobus tarsatus ingår i släktet Mesopolobus och familjen puppglanssteklar. Arten är reproducerande i Sverige. Inga underarter finns listade i Catalogue of Life.